# Moscat (Aramunt)
Moscat és una partida de camps de conreu de secà del terme municipal de Conca de Dalt, dins del territori de l'antic terme d'Aramunt, al Pallars Jussà.
Està situada quasi a l'extrem nord de l'antic terme d'Aramunt, al nord-est de Casa Carlà, al nord del Serrat de Narçà i a ponent dels Clots i a llevant de Casa Oliva.